# Heteromallus pectinipes
Heteromallus pectinipes är en insektsart som beskrevs av Heinrich Hugo Karny 1930. Heteromallus pectinipes ingår i släktet Heteromallus och familjen grottvårtbitare. Inga underarter finns listade i Catalogue of Life.